# Котёл-треножник Янь

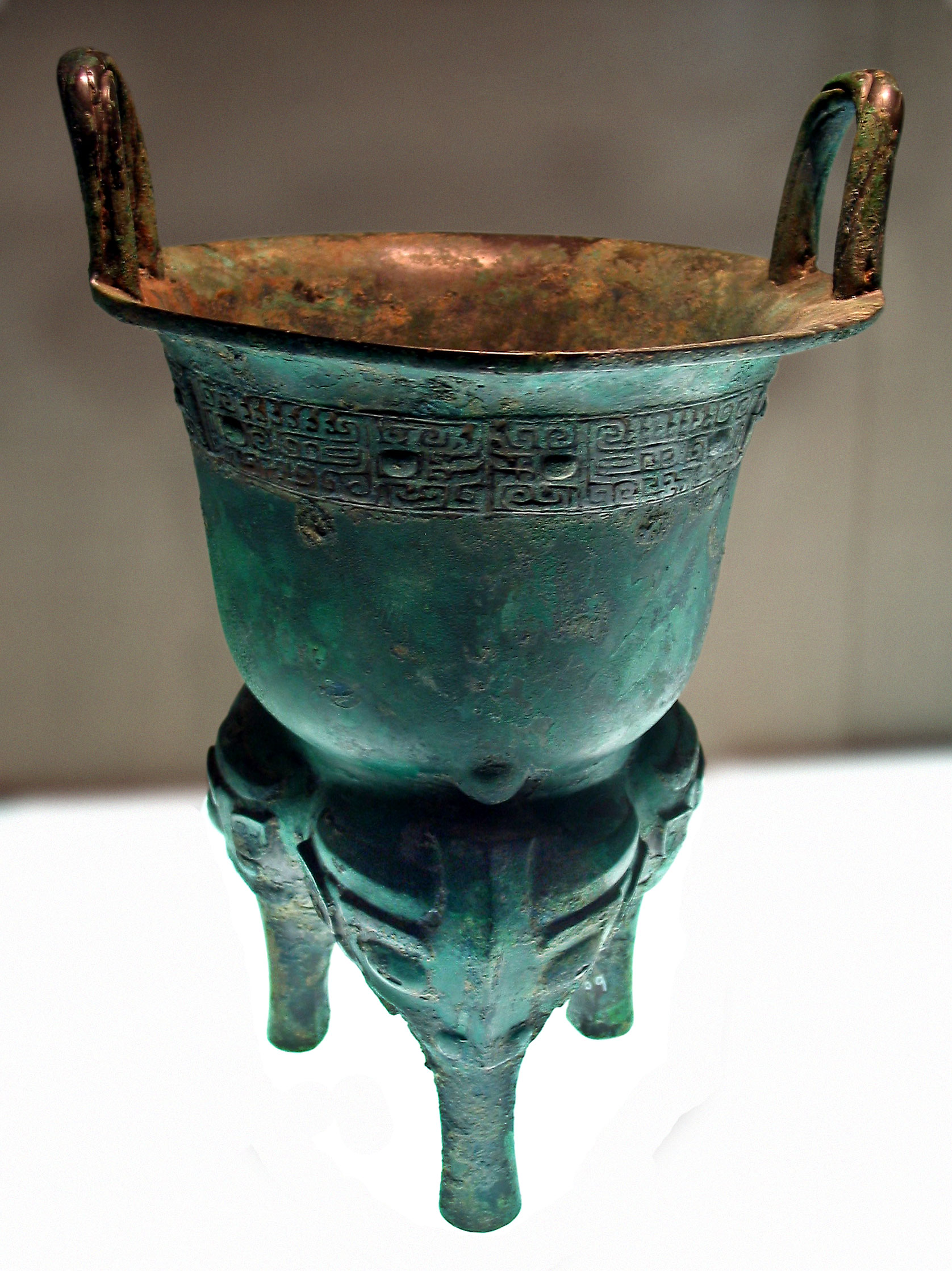
Котёл-треножник «Гефуцзя» (戈父甲甗)

Котёл-трено́жник Янь (кит. 甗; пиньинь: yǎn) — в древнем Китае служил для приготовления пищи на пару, а также в ритуальных целях. Состоял из двух частей. Нижнюю часть в виде треножника Ли использовали для нагрева воды. В верхней части, в виде котла Цзэн, с широким открытым горлом, готовили пищу. Между двумя частями находилась решётка, через которую проходил пар, и которая не давала еде упасть в нижний сосуд. Котёл-треножник Янь мог быть украшен орнаментом, а на внутренней поверхности верхней части иметь надписи цзиньвэнь.